# ديميتري كلايس
ديميتري كلايس (بالفرنسية: Dimitri Claeys)‏ (و. 1987  م) هو راكب دراجة هوائية بلجيكي، ولد في غنت، شارك في سباق طواف فرنسا 2017، وطواف فرنسا 2018.

## سجل الفوز

### سباقات أو مراحل فاز بها
| التاريخ        | السباق                                            | المركز                  |
| -------------- | ------------------------------------------------- | ----------------------- |
| 30 يونيو 2012  | 2012 أوملوب هيت نيووسبلاد بيلوفتن                 | الثالث في التصنيف العام |
| 29 يونيو 2013  | 2013 أوملوب هيت نيووسبلاد بيلوفتن                 | الفائز في التصنيف العام |
| 01 يناير 2014  | سيركيت دي والونيا 2014                            |                         |
| 29 يونيو 2014  | 2014 Dwars door de Vlaamse Ardennen               | الفائز في التصنيف العام |
| 05 يوليو 2014  | 2014 أوملوب هيت نيووسبلاد بيلوفتن                 | الفائز في التصنيف العام |
| 01 يناير 2015  | ستير فان زوول 2015                                |                         |
| 01 يناير 2015  | طواف أوروبا للدراجات 2015                         |                         |
| 29 مارس 2015   | تور دو نورماندي 2015                              | الفائز في التصنيف العام |
| 14 يونيو 2015  | طواف ليمبورغ 2015                                 |                         |
| 21 يونيو 2015  | سيركيت دي والونيا 2015                            | الخامس في التصنيف العام |
| 24 يونيو 2015  | 2015 Internationale Wielertrofee Jong Maar Moedig | الفائز في التصنيف العام |
| 04 يوليو 2015  | 2015 أوملوب هيت نيووسبلاد بيلوفتن                 |                         |
| 19 يوليو 2015  | 2015 Dwars door de Vlaamse Ardennen               |                         |
| 26 يوليو 2015  | 2015 Grand Prix de la ville de Pérenchies         | الفائز في التصنيف العام |
| 23 أغسطس 2015  | غروت بريجس جيف شيرنز 2015                         |                         |
| 19 سبتمبر 2015 | جي بي إيبانيس-فان بيتيجم 2015                     |                         |
| 27 سبتمبر 2015 | 2015 Duo Normand                                  |                         |
| 21 أغسطس 2016  | غروت بريجس جيف شيرنز 2016                         | الفائز في التصنيف العام |
| 13 مايو 2018   | أربعة أيام من دونكيرك 2018                        | الفائز في التصنيف العام |
| 06 أكتوبر 2019 | 2019 Famenne Ardenne Classic                      | الفائز في التصنيف العام |

## روابط خارجية
- ديميتري كلايس على موقع الاتحاد الدولي للدراجات (الإنجليزية)
- ديميتري كلايس على موقع أرشيف الدراجات (الإنجليزية)
- ديميتري كلايس على موقع إحصائيات الدراجات الإحترافية (الإنجليزية)
- ديميتري كلايس على موقع نسبة الدراجات (الإنجليزية)